# رون وارد (لاعب هوكي الجليد)
رون وارد هو لاعب هوكي الجليد كندي، ولد في 12 سبتمبر 1944 في كورنوال في كندا.

## وصلات خارجية
- رون وارد على موقع دوري الهوكي الوطني (الإنجليزية)
- رون وارد على موقع EliteProspects.com (الإنجليزية)
- رون وارد على موقع HockeyDB.com (الإنجليزية)
- رون وارد على موقع Hockey-Reference.com (الإنجليزية)